# Czerwionka (stacja kolejowa)
Czerwionka – stacja kolejowa w Czerwionce, dzielnicy miasta Czerwionka-Leszczyny, w województwie śląskim, w Polsce.

## Ruch pasażerski
| Rok  | Wymiana pasażerska na dobę |
| ---- | -------------------------- |
| 2017 | 150-199                    |
| 2022 | 300-499                    |